# Kakonjärvi
Kakonjärvi är en sjö i kommunen Nyslott i landskapet Södra Savolax i Finland. Sjön ligger 92,1 meter över havet. Den är 10,52 meter djup. Arean är 93 hektar och strandlinjen är 10,33 kilometer lång. Sjön  ingår i Vuoksens huvudavrinningsområde.   Den ligger omkring 110 kilometer nordöst om S:t Michel och omkring 320 kilometer nordöst om Helsingfors. 
I sjön finns öarna Suurisaari och Pienisaari. Kakonjärvi ligger sydväst om Vuokalanjärvi. 